# گورستان بصره
قبرستان بصره مربوط به سده‌های میانه دوران‌های تاریخی پس از اسلام تا سده‌های دوره معاصر است و در شهرستان کنارک، بخش زرآباد، دهستان غربی، ۵ کیلومتری جنوب غرب روستای جماسکی واقع شده و این اثر در تاریخ ۲۶ اسفند ۱۳۸۷ با شمارهٔ ثبت ۲۵۹۰۷ به‌عنوان یکی از آثار ملی ایران به ثبت رسیده است.